# 21446 Тедфлінт
21446 Тедфлінт (21446 Tedflint) — астероїд головного поясу, відкритий 18 квітня 1998 року.
Тіссеранів параметр щодо Юпітера — 3,440.